# Zbór Kościoła Adwentystów Dnia Siódmego w Ziębicach
Zbór Kościoła Adwentystów Dnia Siódmego w Ziębicach – zbór adwentystyczny w Służejowie, należący do okręgu dolnośląskiego diecezji zachodniej Kościoła Adwentystów Dnia Siódmego w RP.
Pastorem zboru jest kazn. Piotr Hoffmann, natomiast starszym – Daniel Kania. Nabożeństwa odbywają się w Ziębickie Centrum Kultury (Sala seniora) w każdą sobotę o godz. 9.30.